# Halszka Vincenz-Poniatowska
Halszka Vincenz-Poniatowska (ur. 1925, zm. 2006) – polska emigracyjna działaczka społeczna ze Szwajcarii.

## Życiorys
Podczas niemieckiej okupacji Polski została wywieziona na roboty przymusowe do Rzeszy. Uciekła z nich do Szwajcarii, gdzie trafiła do obozu dla dziewcząt „Wola”, zorganizowanego we wsi Feldbach w willi „Goldenberg”, wynajętej przez Muzeum Polski Współczesnej w Rapperswilu. Była to placówka szkolno-wychowawcza przeznaczona dla młodych (14–19 lat) uciekinierek z robót przymusowych w Niemczech. W obozie zorganizowano szkołę powszechną oraz prowadzono kursy sanitarne, wojskowe oraz gospodarstwa domowego. Funkcjonował od lata 1944 do listopada 1945. Po likwidacji część spośród 48. dziewcząt wraz z kierowniczką obozu, Haliną Jastrzębowską-Kenarową, wróciła do Polski. Ona jednak postanowiła zostać w Szwajcarii. Wyszła tam za mąż za dużo starszego od siebie emigranta polskiego Kazimierza Vinceza, działacza kulturalnego.
Od 1950 prowadziła z nim Kiermasz Książki Polskiej przy Stowarzyszeniu Polskich Kombatantów w Szwajcarii. Była to jednocześnie promocja polskiej książki i czytelnictwa w tym kraju. Z uzyskiwanych dochodów KKP finansował różne przedsięwzięcia kulturalne, m.in. konkursy dla młodzieży pn. „Szukamy poloników”. Kierowała także Biblioteką Koła SPK w Zurychu. Organizowała pomoc finansową i rzeczową (paczki) dla potrzebujących, m.in. Polaków na Białorusi. W latach 1963–1973 zasiadała w Komitecie Nagrody im. Anny Godlewskiej. Później administrowała fundacją pn. Fundusz Kazimierza F. Vincenza.
W 1968 wspólnie z mężem otrzymała dyplom zasługi przyznany przez delegata prymasa Polski dla duszpasterstwa emigracji. Natomiast w 1994 również z mężem (już nieżyjącym) została uhonorowana dyplomem uznania od ministra spraw zagranicznych Rzeczypospolitej Polskiej.

### Małżeństwo
Jej mężem był Kazimierz Vincenz. Była jego drugą żoną. Miała pasierbicę Alinę, po mężu Chodkowską